# 盖落洼
盖落洼，又译郭楼尔（Archibald Edward Glover，1859年—1954年）是一位中国内地会派往中国的英国籍传教士。
盖落洼毕业于英国牛津大学，在国内担任牧师9年后，1896年加入中国内地会，来到中国山西省潞安（长治），协助司米德（Stanley Smith，“剑桥七杰”之一）传教。
1900年6月9日，义和团事变期间，带着怀孕6个月的妻子盖师母（Flora Constance Glover）、4岁的儿子贺德理（Hedley）和3岁的女儿霍盼（Hope）从山西潞安出发，先逃到直隶顺德府（邢台），计划经保定前往天津。顾正道在保定被杀，于是又折回山西，再南下河南，颠沛流离，备极艰辛，终于逃生到湖北汉口。8月18日，盖师母在汉口生下女婴（Faith Glover）。8月27日，这个女婴在汉口夭折。10月25日，盖落洼师母也因旅途备受折磨，在上海去世。盖落洼带着幸存的一对儿女回到英国，并将这段逃生经历写成《神迹千里》（A Thousand Miles of Miracle in China，1904）一书。

## 传记
- Archibald E. Glover. . 1907  [2021-04-02]. （原始内容存档于2020-09-24）.
- Pat Barr, To China with Love: The Lives and Times of Protestant Missionaries in China, 1860-1900 (1972)
- A. J. Broomhall, Hudson Taylor and China's Open Century, vol. 7 (1989)
- Marshall Broomhall. . Morgan & Scott. 1901.